# Antonio Hernández y Rodríguez
Antonio Hernández y Rodríguez (Hacienda de Luvianos, estado de México, 24 de julio de 1864 - Pungarabato, Guerrero, 13 de enero de 1926). Fue un obispo mexicano, nombrado como V obispo de Tabasco en sustitución de Leonardo Castellanos Castellanos  en el año de 1913, permaneciendo poco más de 12 años al frente de la diócesis de Tabasco, habiéndole tocado los momentos más difíciles del movimiento revolucionario en el estado, teniendo que salir de Tabasco, debido a la persecución religiosa.

## Primeros años
Hizo sus primeros estudios en su lugar natal, más tarde en el seminario Conciliar de Chilapa, Guerrero. Ordenándose sacerdote en 1886. Más tarde y después de servir en varias parroquias, fue nombrado secretario de la Mitra en 1903 y posteriormente se desempeñó como canónigo magistral en 1912.

## Obispo de Tabasco
Fallecido el obispo de Tabasco, Leonardo Castellanos Castellanos, el 19 de mayo de 1912 fue preconizado V obispo de Tabasco el 1 de diciembre de 1912, y su ordenación se realizó el 6 de abril de 1913 en la catedral de Chilapa por el obispo Francisco Campos y Ángeles.
El 25 de mayo de 1913 llegó a San Juan Bautista de Tabasco, pero en 1914 cuando apenas llevaba unos meses como obispo, cayó en poder de las fuerzas rebeldes. Por presiones de los rebeldes y por la persecución religiosa que se daba en Tabasco, tuvo que salir del estado, radicándose en Córdoba, Veracruz, hasta mediados de 1915, que fue llamado al seminario de Chilapa como rector.
Calmada la persecución religiosa en Tabasco, pensó en regresar en marzo de 1921, pero para entonces ya el gobierno del estado había tomado los edificios de la Iglesia convirtiéndolos en cuarteles militares.
Bajo el gobierno militar de Francisco J. Mújica, el 3 de febrero de 1916 se le cambió el nombre a la ciudad de San Juan Bautista por el actual de Villahermosa.
Enfermo del corazón en julio de 1922, tuvo que renunciar a la diócesis en septiembre del mismo año y salir de Tabasco el 2 de enero de 1923 para Guerrero.

## Otros cargos
Finalmente, fue nombrado obispo titular de frailes y auxiliar de la diócesis de Chilapa. Falleció en Pungarabato, Guerrero, el 13 de enero de 1926 a los 61 años de edad, y fue sepultado en la catedral de Ciudad Altamirano, Guerrero.